# امالگائون
امالگائون (به انگلیسی: Amalgaon) یک منطقهٔ مسکونی در هند است که در مهاراشترا واقع شده‌است.